# Jana Kločkova
Jana Oleksandrivna Kločkova (Simferopol, 7. kolovoza 1982.) je ukrajinska plivačica.
Višestruka je olimpijska pobjednica, svjetska i europska prvakinja u plivanju.